# Nile Air
A Nile Air (arabul: النيل للطيران, an-Nil liṭ-Ṭayarān) egy egyiptomi légitársaság, amely főleg Egyiptomon és a Közel-Keleten belül, a Perzsa-öbölbe, valamint Dél-Európába és Afrikába üzemeltet járatokat. Az állami tulajdonú EgyptAir után a Nile Air Egyiptom második legnagyobb légitársasága; az ország legnagyobb magántulajdonban lévő légitársasága. Airbus A320-200 és Airbus A321-200 típusú gépekből álló flottával üzemeltet menetrend szerinti járatokat, gépein turista- és business osztály is található.
Bázisrepülőtere a kairói nemzetközi repülőtér, emellett másodlagos bázisként használja az alexandriai Borg El Arab repülőteret. Központi irodája a kairói repülőtér 1-es termináljával szemben található.

## Története

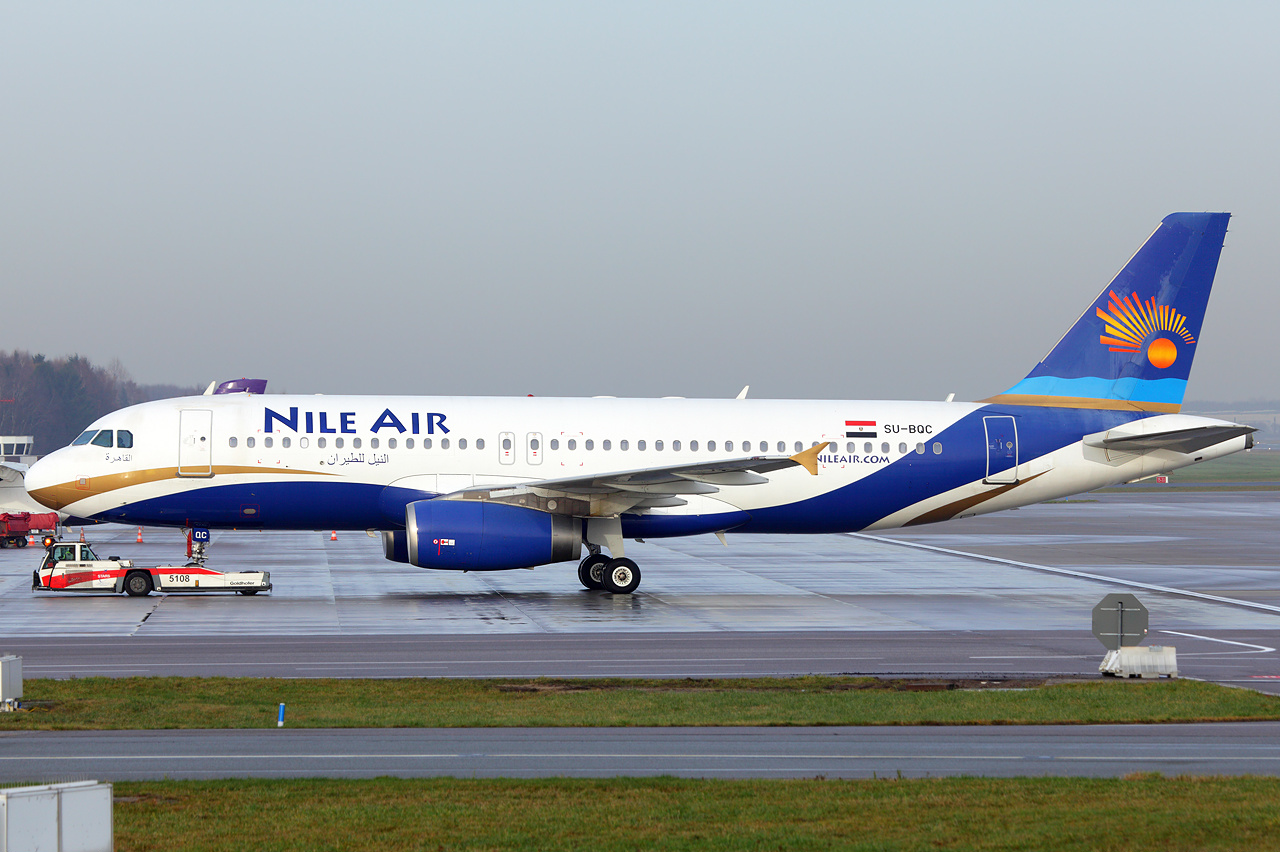
A Nile Air Airbus A320 gépe régi festésben, a hamburgi repülőtéren 2013 decemberében

A légitársaság 2009. november 1-jén kapta meg a működési engedélyt az Egyiptomi Polgári Repülésügyi Hatóságtól. Működését 2010 augusztusában kezdte meg, eredetileg a Libyan Arab Airlinestól személyzettel együtt bérelt gépekkel, majd 2011 márciusában indította első menetrend szerinti járatait, Egyiptomból Szaúd-Arábiába. Eredetileg kilenc Airbus A321-200 repülőgépet rendelt 2007-ben, 2015-ben azonban két gépre módosította a rendelését.
2011 januárjában a Nile Air lett az első, magánkézben lévő egyiptomi légitársaság, amely közzétette menetrendjét a Global Distribution Systemben (GDS), melynek mindhárom rendszerében, az Amadeusban, a Sabre Corporationben és a Travelportban is szerepel.
2013-ban a Nile Air csatlakozott az Arab Légitársaságok Szervezetéhez, 2016-ban pedig az Afrikai Légitársaságok Szövetségéhez.
2016-ban a Nile Air lett az első közel-keleti légitársaság, amely használatba vette az Amadeus teljes légiközlekedési informatikai portfólióját.
2016 júniusában a Nile Air és a Lila Design együtt kidolgozta a légitársaság gépeinek egyiptomi turizmust népszerűsítő festését, amelyet a SU-BQM lajstromjelű Airbus A320 gépen mutattak be.

## Céges ügyek
A Nile Air egy 2008-ban alapított egyiptomi részvénytársaság, amelynek tulajdonosai 60%-ban egyiptomi cégek és magánszemélyek, 40%-ban pedig dr. Nasszer al-Tajjar, egy jelentős, szaúdi székhelyű utazási iroda, az Al-Tajjar csoport korábbi tulajdonosa. A cég több mint 15 országban van jelen.

## Úti célok
Jelenleg (2016 november) a Nile Air a következő repülőterekre indít menetrend szerinti járatokat:
|  | Bázis      |
|  | Szezonális |
|  | Tervezett  |
|  | Megszűnt   |

A légitársaság további járatokat tervez indítani afrikai, európai és közel-keleti repülőterekre.

## Flotta
Jelenleg (2017 április) a Nile Air flottája hat repülőgépekből áll, mindegyiket béreli.

## Fordítás
- Ez a szócikk részben vagy egészben  a   Nile Air című angol Wikipédia-szócikk ezen változatának fordításán alapul.  Az eredeti cikk szerkesztőit annak laptörténete sorolja fel. Ez a jelzés csupán a megfogalmazás eredetét és a szerzői jogokat jelzi, nem szolgál a cikkben szereplő információk forrásmegjelöléseként.